# Alexander Shabalov
Alexander Shabalov (en letton : Aleksandrs Šabalovs ; né le 12 septembre 1967 à Riga en Lettonie) est un grand maître d'échecs américain d'origine lettonne. Il a remporté le titre de champion des États-Unis à quatre reprises :
- en 1993 (avec Alex Yermolinsky) ;
- en 2000 (avec Yasser Seirawan et Joel Benjamin) ;
- en 2003 et 2007 (seul vainqueur d'un système suisse).

En 2009, il remporte (au départage) le championnat continental américain à Sao Paulo au Brésil.
Comme ses compatriotes lettons Alexeï Chirov et Mikhaïl Tal, il est réputé pour la recherche de complications et son style d'attaque.
Au 1er mai 2010, son classement Elo de la Fédération internationale des échecs est de 2585, il est le 21e joueur américain.